# 1873
Промислова революція •  Національно-визвольні рухи • Робітничий рух •  Колоніальні імперії

## Геополітична ситуація
У Росії царює імператор Олександр II (до 1881). Російській імперії належить більша частина України, значна частина Польщі, Грузія, Закавказзя, Фінляндія, Бухарське ханство. Україну розділено між двома державами — Королівство Галичини та Володимирії належить Австрії, Правобережжя, Лівобережжя та Крим — Російській імперії.
В Османській імперії володарює султан Абдул-Азіз (до 1876). Під владою османів перебувають Близький Схід та Єгипет, Середземноморське узбережжя Північної Африки, Болгарія. Васалами османів є Сербія та Боснія, Волощина та Молдова.
В Австро-Угорщині править Франц-Йосиф I (до 1916). Імперія охоплює, крім австрійських та угорських земель, Хорватію, Трансильванію, Богемію. Німецьку імперію очолює Вільгельм I (до 1888). Королівство Баварія — Людвіг II (король Баварії) (до 1886).
У Франції при владі Третя французька республіка. Франція має колонії в Алжирі, Карибському басейні, Південній Америці в Індокитаї та Індії. В Іспанії короля Амадея I змінила Перша іспанська республіка. Іспанії належать частина островів Карибського басейну, Філіппіни. У Португалії править Луїш I (до 1889). Португалія має володіння в Африці, Індії, Індійському океані й Індонезії.
У Великій Британії триває Вікторіанська епоха — править королева Вікторія (до 1901). Британська імперія має колонії в Північній Америці, на Карибах, в Африці та Індії. Королівство Нідерланди очолює Віллем III (до 1890). Король Данії та Норвегії — Кристіан IX (до 1906), Оскар II змінив Карла XV на шведському троні (до 1907). Королівство Італія очолює Віктор Емануїл II (до 1878).
Бразильську імперію очолює Педру II (до 1889). Посаду президента США обіймає Улісс Грант. Територію на півночі північноамериканського континенту займає Канадська конфедерація (домініон Великої Британії), територія на півдні континенту належить Мексиці.
В Ірані при владі Каджари. Владу над Індостаном утримує Британська корона. У Бірмі править династія Конбаун, у В'єтнамі — династія Нгуєн, у Сіамі — династія Чакрі. У Китаї володарює Династія Цін. В Японії триває період Мейдзі.

## Події

### В Україні
- У Львові засновано Наукове товариство імені Шевченка (початкова назва — Літературне товариство імені Шевченка.
- Утворено Історичне товариство імені Нестора-Літописця.

### У світі
- 11 лютого іспанські Кортеси скинули з трону короля Амадея I і проголосили Першу іспанську республіку.
- 12 лютого США відмовилися від біметалізму й перейшли на золотий стандарт.
- 9 травня на Віденській фондовій біржі стався біржовий крах, з якого почалася Довга депресія.
- 28 травня Російська імперія захопила Хіву.
- 30 серпня Австро-Угорська полярна експедиція відкрила Землю Франца-Йосипа.
- 7 листопада Александр Маккензі став прем'єр-міністром Канади.
- 17 листопада Буда, Пешт та Обуда об'єдналися в Будапешт.
- Створено Союз трьох імператорів.

### У суспільному житті
- Леві Стросс та Джейкоб Девіс отримали патент та вперше випустили на ринок партію блакитних джинсів з мідними заклепками.
- У Відні відбулася Всесвітня виставка.
- Японія перейшла на григоріанський календар.
- Засновано
  - компанію Rio Tinto в Іспанії.
  - Порт-Морсбі в Новій Гвінеї.
  - Університет штату Огайо.
  - Жіночий християнський союз тверезості.
  - Металургійний концерн Bofors у Швеції.
- Винайдено колючий дріт.

### У науці
- Отримано рівняння ван дер Ваальса
- Якоб Гендрік Вант-Гофф та Жозеф Ашіль Ле Бель незалежно один від одного побудували модель молекул, що пояснює оптичну активність.
- Шарль Ерміт доказав, що число e є трансцедентним.
- Джозая Віллард Ґіббз запровадив поняття вільної енергії Гіббза.
- Фредерік Гатрі відкрив термоелектронну емісію.

Колона перемоги. Берлін

### У мистецтві
- Завершилася публікація пригодницького роману Жуля Верна «Навколо світу за вісімдесят днів».
- Ілля Рєпін написав картину «Бурлаки на Волзі».
- Едуар Мане створив полотно «Вокзал Сен-Лазар».
- У Берліні встановлено «Колону перемоги».

### У спорті
- Утворено Шотландську футбольну асоціацію.
- Утворено Шотландський регбійний союз.
- Винайдено гру стіке, один з попередників тенісу.

## Народились
Див. також Категорія:Народились 1873
- 12 січня — Спиридон Луїс, грецький спортсмен
- 13 лютого — Федір Іванович Шаляпін, російський оперний співак
- 27 лютого — Енріко Карузо, італійський оперний співак
- 17 березня — Маргарет Бондфілд, перша жінка в уряді Великої Британії на посаді міністра
- 31 березня — Микола Міхновський, перший ідеолог українського націоналізму та організатор війська
- 1 квітня — Сергій Васильович Рахманінов, російський та американський композитор, піаніст і диригент
- 9 травня — Говард Картер, англійський археолог
- 17 травня — Анрі Барбюс, французький письменник
- 13 липня — Вільям Прайс, британський музикант
- 26 серпня — Лі де Форест, американський винахідник

## Померли
Див. також Категорія:Померли 1873
- 1 травня — Девід Лівінгстон (нар. 19 березня 1813), шотландський місіонер і дослідник Африки.
- 10 листопада — Максимович Михайло український історик, філолог, етнограф, ботанік, поет, перший ректор Київського університету.